# Macaca arctoides
El macaco rabón (Macaca arctoides) es una especie de primate catarrino de la familia Cercopithecidae presente en China, India, Birmania, Bangladés, Malasia,  Tailandia y Vietnam. y se alimentan de rábanos y frutos del bosque .

## Galería

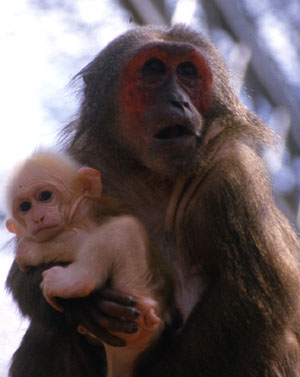